# Kyivproekt
«Kyivproekt» est un bureau d'urbanisme jouant un rôle de premier plan dans le paysage urbain de la ville de Kiev en Ukraine.

## Les débuts
Il est créé peu après la décision du transfert de la capitale de la RSS d'Ukraine de Kharkiv à Kiev et participe aux grands projets d'urbanisme de l'époque stalinienne: dégagement de la perspective de Sainte-Sophie au Dnepr, reconstruction de la ville après 1945.
- Krechtchatyk
- Bâtiment du ministère des Affaires étrangères d'Ukraine

## Années 1960, 1970 et 1980 : les maîtres d'oeuvre de l'urbanisme soviétique

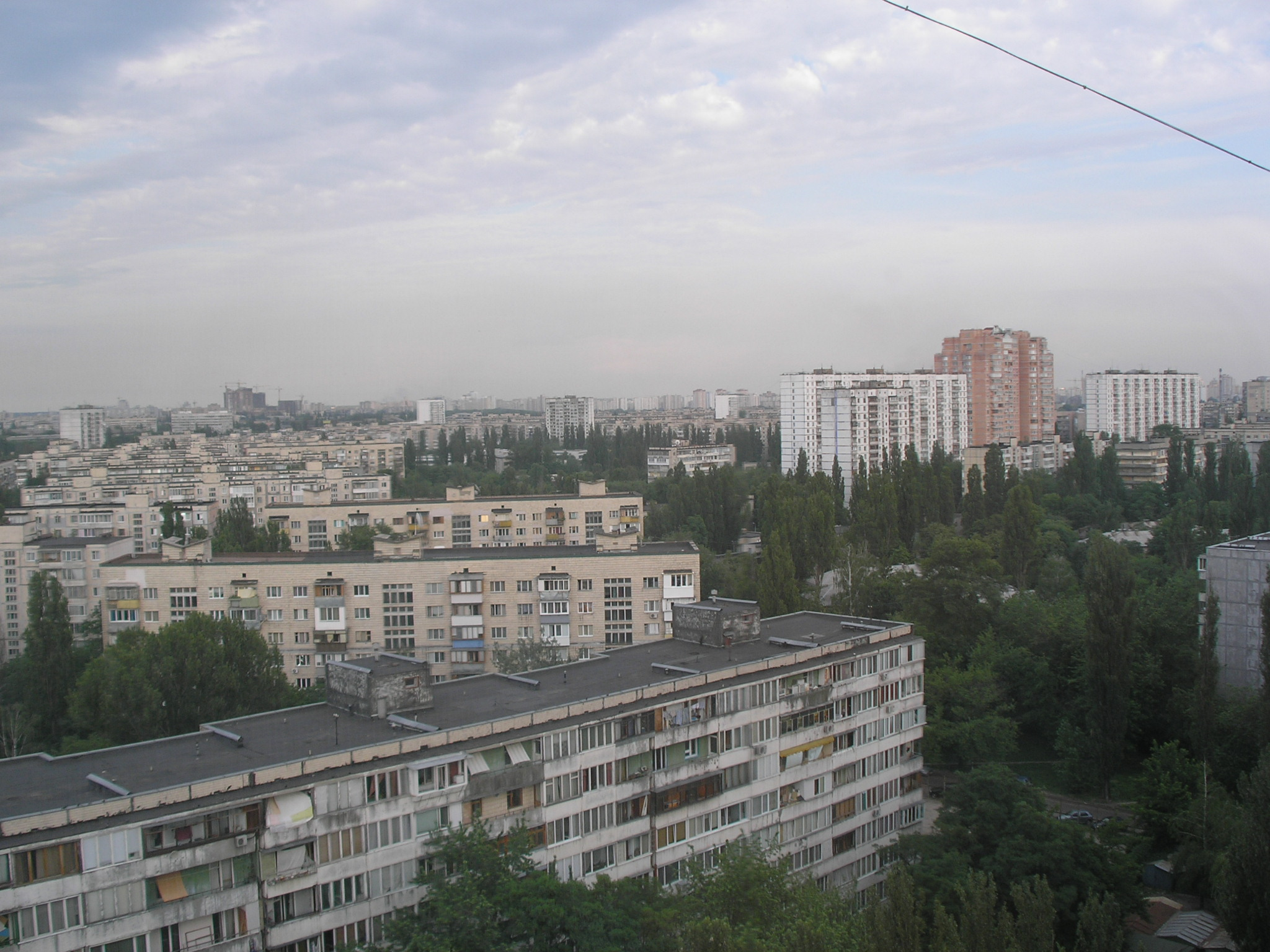
Le quartier de Rousanivka, Kiev
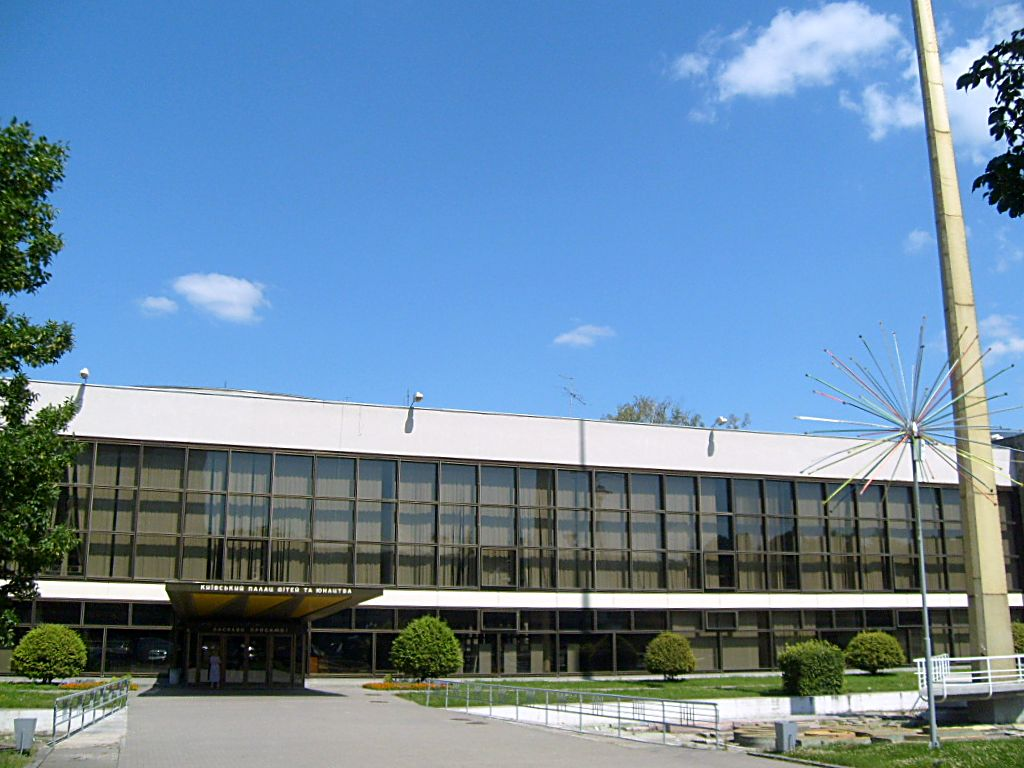
Palais des pionniers de Kiev.
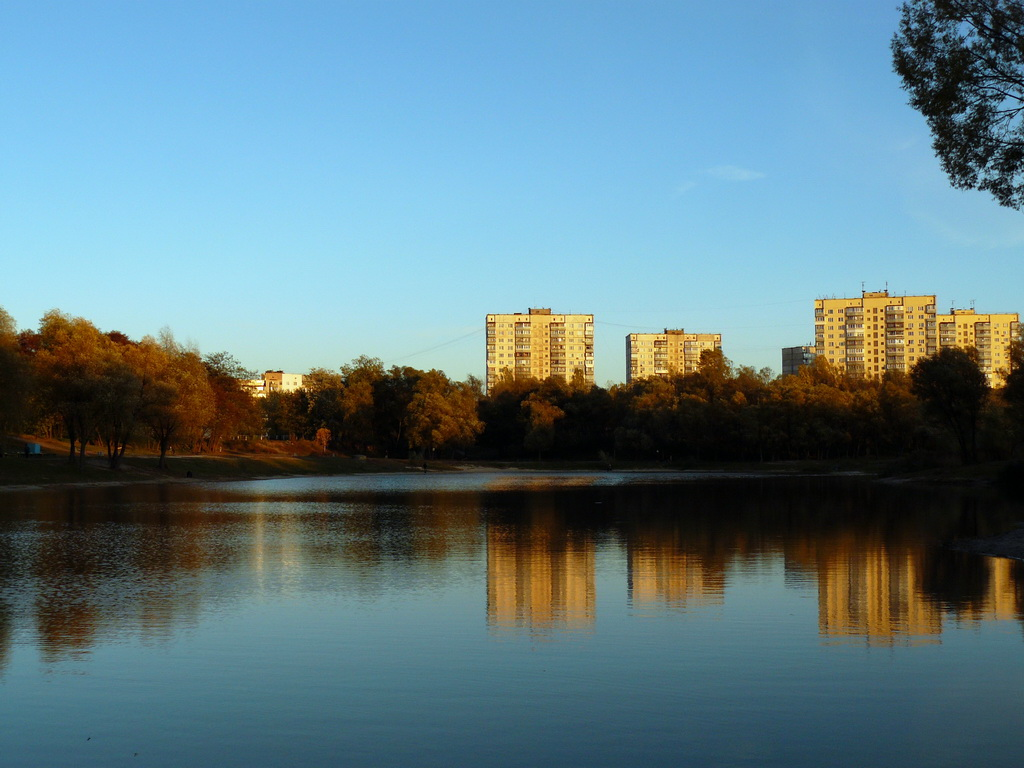
Le quartier de Vinohradar, Kiev.
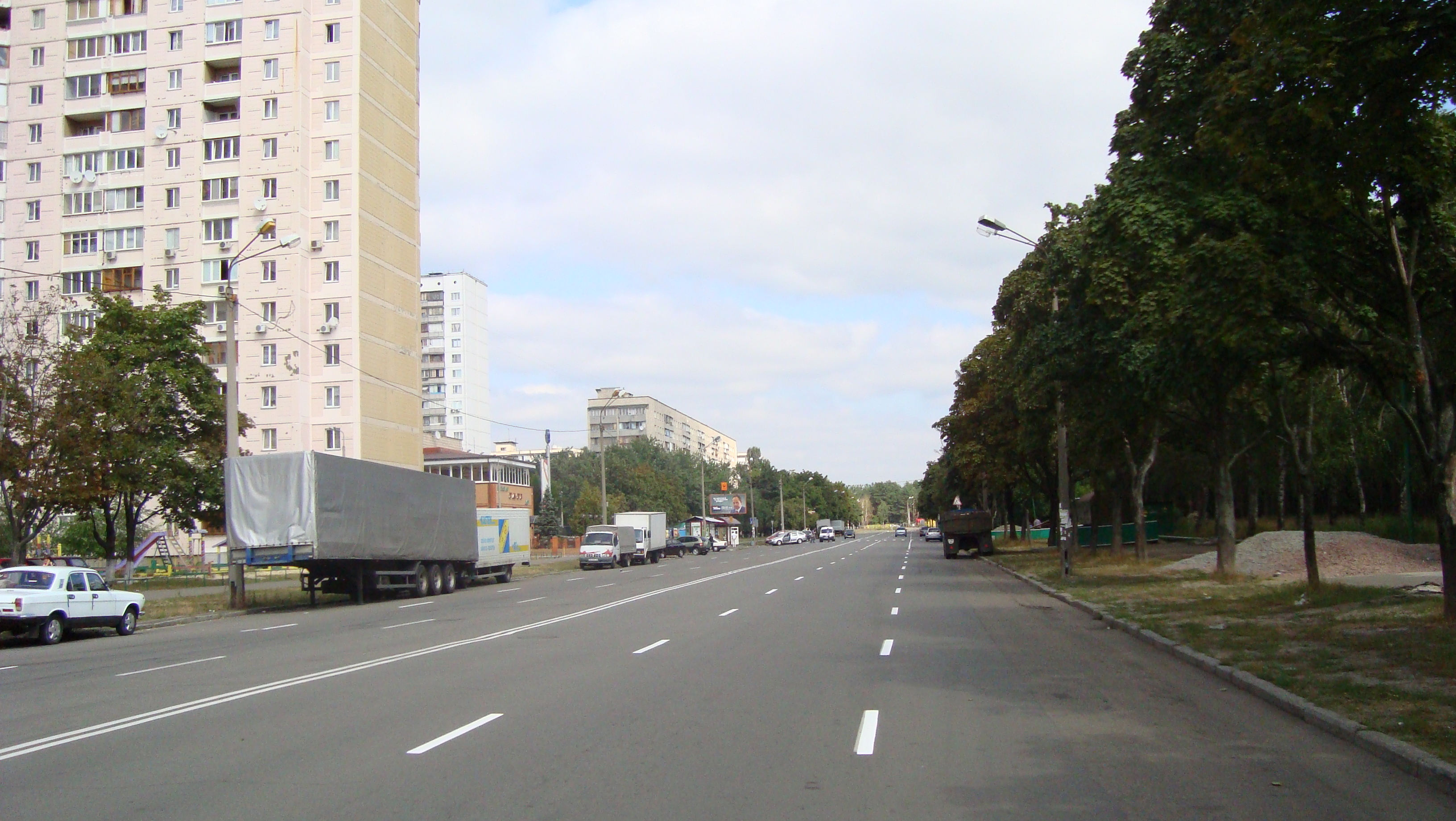
Le quartier de Lisovyi, Kiev.

À l'époque de Khrouchtchev, il s'illustre dans la création des premiers quartiers d'habitation collective: Nivki, Tchokolivka et Rousanivka, mais également dans des projets architecturaux tels que le palais des sports de Kiev (architectes: M Gretchina, O. Zavarov, V. Sous'kii), la gare routière, le palais des pionniers de Kiev (A. Milets'ki, E. Bil'ski), bâtiment de l'Institut ukrainien d'expertise et d'information scientifique et technique, appelé la « soucoupe volante de Kiev » (F. Yourev, L Novikov). Ces bâtiments sont typiques de l'expressivité et du dépouillement propre à l'architecture de cette époque. 
De nouvelles demandes de logement sont à l'origine d'un nouveau plan d'urbanisme (genplan) dont le cabinet sera chargé en 1964-66. De nouveaux quartiers d'habitation collective sont prévus: Vinohradar, Minski, Lisovyi. Vinohradar, conçu entièrement par l'architecte Edouard Bilski, devait être le modèle d'un quartier d'habitation soviétique individualisé, quand bien même 90% de ses habitations correspondaient à une série type. 

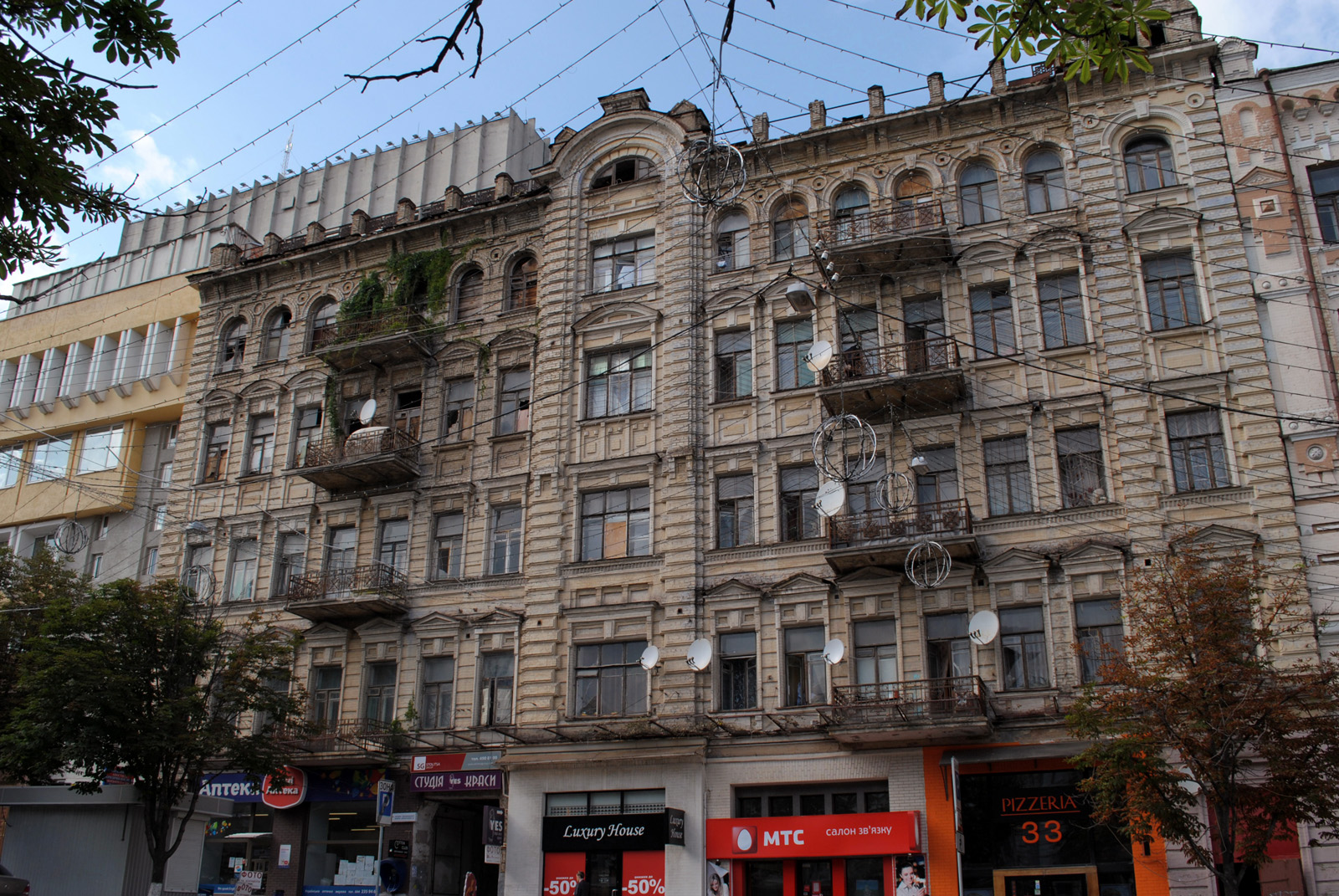
Le bâtiment de Kyïvproekt (à gauche) émergeant des façades XIXème de la rue Khmel'nitski

En 1977, le comité municipal (Міськвиконком) fait de Kyivproekt le principal organe du développement urbain de Kiev. Elle produit près de 80% des projets d'urbanisme de la ville et marque donc de manière décisive son paysage urbain. Le cabinet fait travailler alors 2 000 employés et de nouveaux locaux sont construits à partir du début des années 1970 et jusqu'en 1985 sur le boulevard Lénine (aujourd'hui Khmel'nitski); étant donné le nombre des employés et les besoins couverts (salle de sport, bibliothèque etc), les architectes ont recours à la construction d'une tour extrêmement élevée dans ce quartier historique. 
Parmi les bâtiments emblématiques de cette époque, on compte l'hôtel Saliout (architectes A. Milets'ki, N. Slozots'ka, V Chevchenko), l'université nationale de construction et d'architecture de Kiev (L. Filenko, M Gerchenzon), etc. Les 1500 ans de la ville sont l'occasion de renouer avec l'architecture plus ancienne, avec la création du parc-musée du « Vieux Kiev » par Miletski et Rosenberg). En 1991, plutôt que de se dissoudre, Kyivproekt devient une société par actions ouverte et continue de jouer un rôle significatif dans l'urbanisme kiévain.

## Aujourd'hui
Son champ d'activité aujourd'hui concerne l'ensemble des travaux de conception:
- élaboration d'un plan d'urbanisme de la ville, de son cadastre, définition de la constructibilité;
- élaboration de projets de rénovation;
- ingénierie des réseaux, des voies de transport et des services publics;
- études géodésiques et géophysiques ;
- estimation de la valeur des biens lors de procédures publiques ;

Le cabinet n'échappe pas au soupçon de corruption liée à l'immobilier dans l'ère postsoviétique. Entre 2005 et 2009 plusieurs scandales de corruption liés sans doute au maire de Kiev L.Tchernovetski éclaboussent Kyivproekt. En outre, le personnel de la division du plan directeur est accusé de plusieurs négligences, notamment de destruction injustifiée d'espaces verts ou de bâtiments historiques. 

## Sources
- Wikipedia ukrainien
- Article